# Sigita Mažeikaitė-Strečen
Sigita Mažeikaitė-Strečen (* 24. September 1958 in Panevėžys, Sowjetunion) ist eine ehemalige litauische Handballspielerin, die an den Olympischen Spielen 1980 teilnahm.

## Karriere
Mažeikaitė-Strečen lief zwischen 1976 und 1989 für Eglė Vilnius auf, mit dem sie 1981, 1983, 1984, 1986, 1987 und 1988 die Meisterschaft der Litauischen Sozialistischen Sowjetrepublik sowie den IHF-Pokal 1988 gewann. In den Jahren 1981 und 1987 belegte sie mit Eglė Vilnius jeweils den dritten Platz bei der sowjetischen Meisterschaft. Nachdem die Rechtshänderin im Jahr 1989 nach Deutschland gezogen war, lief sie zwischen 1989 und 1991 für den Verein HG Remscheid auf.
Mažeikaitė-Strečen gehörte dem Kader der sowjetischen Juniorinnennationalmannschaft an, mit der sie den zweiten Platz bei der U-20-Weltmeisterschaft 1977 belegte. Mit der sowjetischen A-Nationalmannschaft gewann sie die Silbermedaille bei der Weltmeisterschaft 1978, die Goldmedaille bei den Olympischen Spielen 1980 sowie die Goldmedaille bei der Weltmeisterschaft 1982.
Mažeikaitė-Strečen war nach ihrer aktiven Karriere als Handballtrainerin tätig. In dieser Funktion betreute sie zwischen 1994 und 2001 die Damenmannschaft des Goldenberger TV 1892, zwischen 1996 und 2003 die Damenmannschaft des Remscheider TV und ab 2003 die Herrenmannschaft des Remscheider TV.